# Brigăzile Roșii
Brigăzile Roșii (în italiană Brigate Rosse) a fost o organizație de extremă stângă, marxist-leninistă, de tip terorist în Italia anilor 1970. În timpul așa numitei perioade „anii de plumb” ea a organizat și executat numeroase asasinări și atacuri teroriste. Acțiunile organizației au culminat în anul 1978 cu răpirea și uciderea premierului italian Aldo Moro.